# 直井由香
直井由香（日语：／ Naoi Yuka，1963年3月17日—），日本女子盲人门球运动员。她曾代表日本参加2004年夏季残疾人奥林匹克运动会盲人门球比赛，获得一枚铜牌。

## 家庭
孪生姐妹直井由纪。